# Mare Spumans

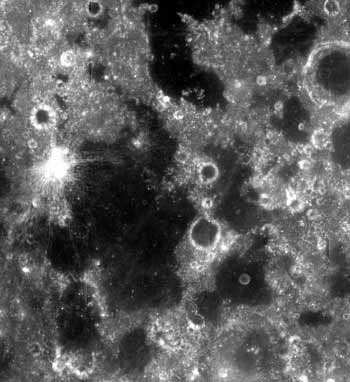
Mare Spumans, u góry Morze Fal

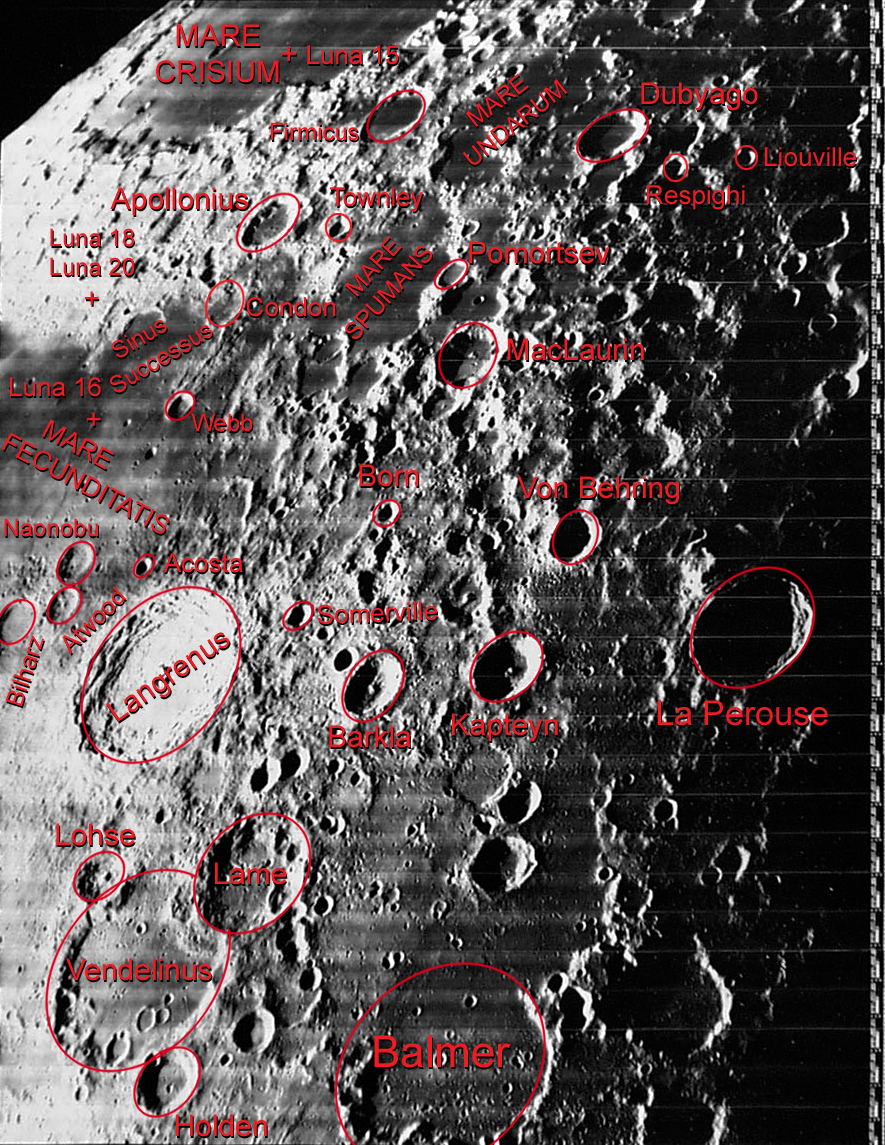
Mare Spumans i okolice na zdjęciu z sondy Lunar Orbiter

Mare Spumans (łac. Morze Pieniące) – morze księżycowe znajdujące się po widocznej stronie Księżyca, położone na południe od Morza Fal. Nazwa obszaru została zatwierdzona przez Międzynarodową Unię Astronomiczną w 1935 roku.
Jego średnica wynosi około 143 km, zaś jego współrzędne selenograficzne to ☾ 1,3°N 65,3°E/1,300000 65,300000.